# Santobius spinitarsus
Santobius spinitarsus is een hooiwagen uit de familie Podoctidae.